# نهر إمو
نهر إمو (لغة الإيجبو: إمو مميري) هو نهر يقع في جنوب نيجيريا ويسري 240 كيلومتر (150 ميل) حتى المحيط الأطلنطي. ينحدر بعرض 40 كيلومتر (25 ميل), ويصب سنويًا ما قدره 4 كيلومتر مكعب (1.0 ميل3) بمساحة 26,000 هكتار من المنطقة الرطبة. يتفرع منه أنهار أوتاميري وأوراميريوكوا. كشف عن النهر أول مرة في ظل الإمبراطورية البريطانية في الفترة بين 1907–1908 و1911.
ويمتيز النهر بوجود جسر أعلاه يبلغ طوله 830-متر (2,720 قدم) ويربط بين ولاية ريفرز وأكوا إبوم.